# سبت لعازر

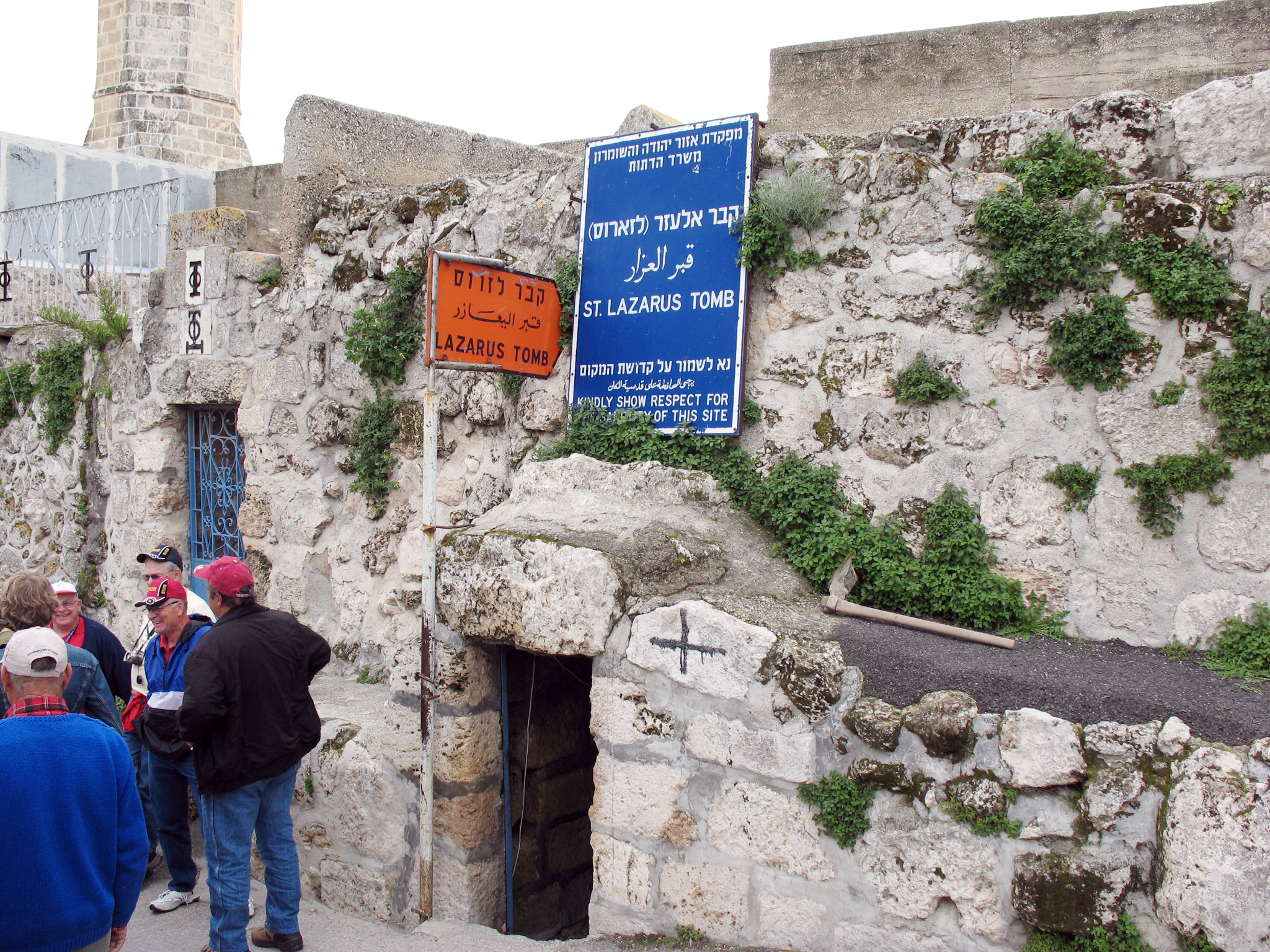
القبر الأول لعازر قرب مدينة القدس

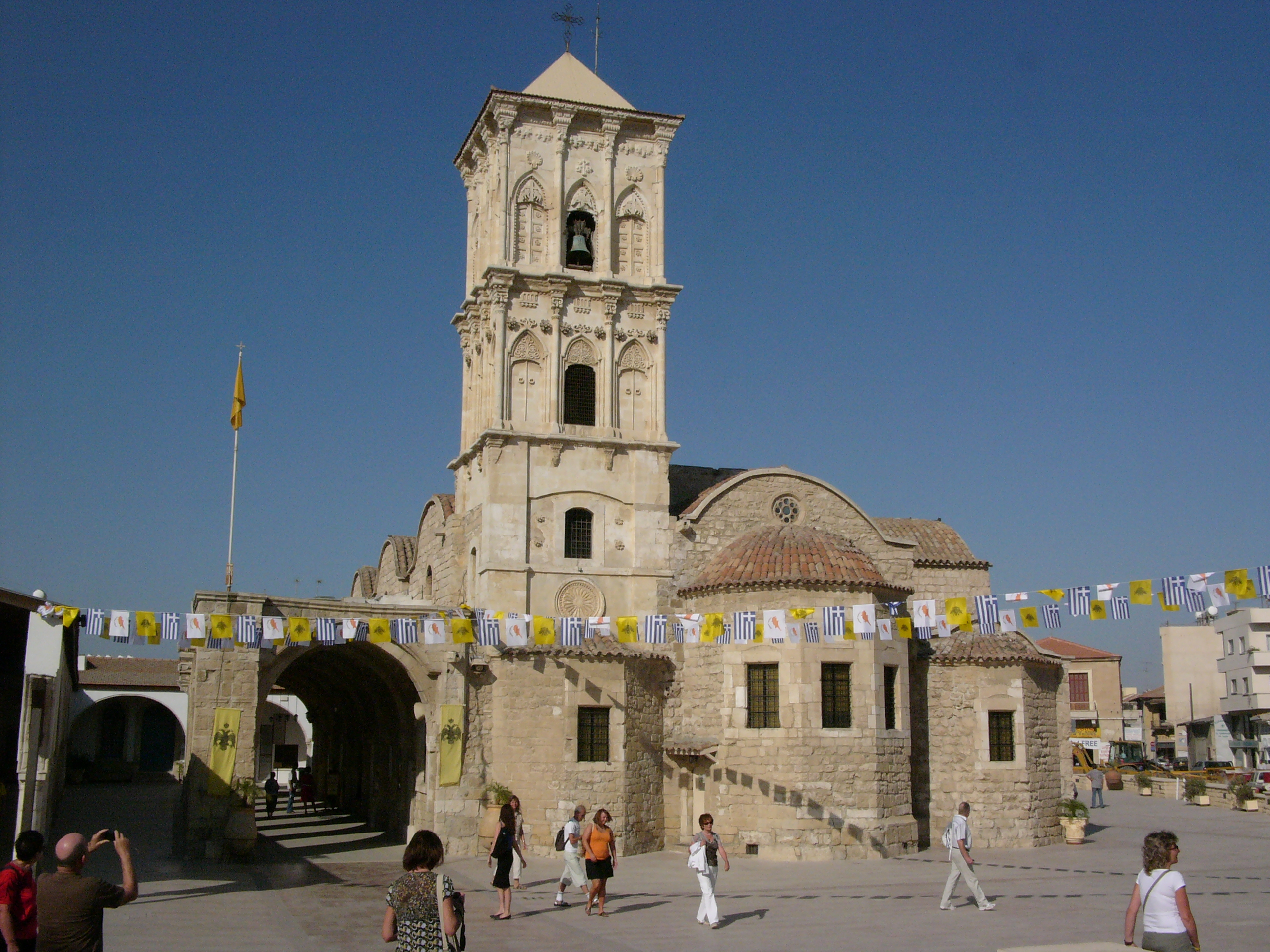
كاتدرائية القديس لعازر في لارنكا، قبرص. مبنية فوق قبر لعازر.

سبت لعازر، هو ذكرى قيامة لعازر من القبر ويعتبر هذا العيد عيد الأطفال، يقام يوم السبت الذي يسبق أحد الشعانين بمناسبة إحياء لعازر الصدّيق صديق المسيح على يد السيد المسيح بعد أربعة أيام من رقاده (أو ذي الأربعة الأيام) ولا يزال قبر لعازر الأول موضوع إكرام في بلدة بيت عنيا قرب القدس التي تحمل حتى اليوم اسمه وتدعى بالعربية «العيزرية». [هل المصدر موثوق به؟][بحاجة لدقة أكثر] لعازر لم يقم يوم السبت، ولكنه أقيم يوم الجمعة... وهو كان قد مات الميتة الأولى يوم الثلاثاء السابق لأحد السعف مباشرة، وهو ما يوافق 17 برمهات (السنكسار) ثم وصل السيد المسيح بيت عنيا يوم الجمعة الموافق 20 برمهات وأقام لعازر (السنكسار) ولأجل ان اليهود كانوا يطلبون قتل السيد ولم تكن ساعته قد أتت بعد ذهب إلى مدينة إفرايم في الشمال ومكث هناك مع تلاميذه (يو 11: 54) ثم في اليوم التالي (السبت) عاد إلى بيت عنيا (يو 12: 1 و12و13) ليبيت هناك استعداداً لدخول أورشليم في اليوم التالي لقربها من هناك... ومكث عند لعازر وكان الكثيرون يسألون من هذا؟ فكانوا الذين رأوْا المعجزة يقصون عليهم إقامة لعازر التي حدثت بالامس (يو 12: 17). [بحاجة لمصدر]

## في الأنجيل المقدس
نقرأ فيه فصل إنجيل القديس يوحنا:
«1 وكان رجل مريض وهو لعازر من بيت عنيا، من قرية مريم وأختها مرتا.13 فقال لهم يسوع عندئذ صراحة: قد مات لعازر، 17 فلما وصل يسوع وجد أنه في القبر منذ أربعة أيام.20 فلما سمعت مرتا بقدوم يسوع خرجت لاستقباله، في حين أن مريم ظلت جالسة في البيت.21 فقالت مرتا ليسوع: يا رب، لو: كنت ههنا لما مات أخي. 22 ولكني ما زلت أعلم أن كل ما تسأل الله، فالله يعطيك إياه. 23 فقال لها يسوع: سيقوم أخوك.34 قال: أين وضعتموه؟ قالوا له: يا رب، تعال فانظر. 38 فجاش صدر يسوع ثانية وذهب إلى القبر، وكان مغارة وضع على مدخلها حجر. 39 فقال يسوع: إرفعوا الحجر ! قالت له مرتا، أخت الميت: يا رب، لقد أنتن، فهذا يومه الرابع. 41 فرفعوا الحجر... 43 قال هذا ثم صاح بأعلى صوته: يا لعازر، هلم فاخرج. 44 فخرج الميت مشدود اليدين والرجلين بالعصائب، ملفوف الوجه في منديل. فقال لهم يسوع: حلوه ودعوه يذهب.»
إن أعجوبة إنهاض لعازر اثارت حفيظة اليهود على يسوع وعلى لعازر. ويذ كر التقليد أن لعازر هرب إلى جزيرة قبرص. ثم انتخب رئيس كهنة (مطرانا) عل الأكيتين وهناك توفي ثانية بعد ثلاثين سنة بعد وفاته الأولى ودفن في لارنكا في قبرص. (كما يقال انه انتقل إلى مدينة مرسيليا حيث يتمتع باكرام شعبي) حيث يحتفل به رسميا كقديس من قبل الكنيسة الأورثوذوكسية.

## مظاهر الاحتفال

### عند الأطفال
فيه فرح الأطفال وسرورهم يحلمون به قبل مجيئه، بأيام ويهيئون انفسهم لهذه المناسبة بشراء الملابس والأحذية الجديدة، ويصنعون العصي المزينة بالشرائط.
في صباح يوم لعازر ينطلق الأطفال من الكنيسة حاملين معهم «لعازر»، وهو عبارة عن قطعة قماش، بعرض 40 سم تقريبا وطول متران، مرسوم عليها ايقونات للمسيح ولعازر، وتبدأ دورة العازر بأقرب بيت من الكنيسة ثم تنطلق إلى كل منازل القرية دون استثناء، وعند دخول الدار يرتلون ابيات مخصصة لقيام العازر من القبر.

### كنسياً
- طقس سبت لعازر:

يصلى بالطقس السنوي المعتاد مع تسبحة نصف الليل:
«تقال الذكصولوجيه الخاصة بسبت لعازر ثم يقال ما يلائم من الذكصولوجيات كما تقال الإبصالية الخاصة به أيضاً ثم الطرح من كتاب دورة الصليب والشعانين ثم الختام كالمعتاد.»
- رفع بخور باكر:

يرفع البخور كالمعتاد في الأيام السنوية مع عدة ملاحظات
- القداس:

يقدم الحمل بعد مزامير الثالثة والسادسة وتقال «هليلويا» فاي بيه بي ويصلى القداس كالمعتاد مع ملاحظة أن يقال مرد الإنجيل الخاص بسبت لعازر ويوجد أسبازموس آدام، وتقال القسمة السنوية ويقال التوزيع باللحن السنوي وبعد المزمور 150 تقال أرباع لازاروس آمو إيفول.
يبدأ أسبوع الآلام من سبت لعازر لسبت النور ثم يوم الأحد القيامة (عيد الفصح)